# BodyRockers
BodyRockers est un groupe de musique constitué du britannique Dylan Burns et de l'australien Kaz James en 2004. Le groupe s'est séparé en 2007, après quoi les 2 ex-membres ont poursuivi une carrière solo.

## Discographie

### Album
- 2005 : Bodyrockers

### Singles
- 2004 : I Like The Way
- 2005 : Round & Round